# Geoffrey Bouchard
Geoffrey Bouchard (Digione, 1º aprile 1992) è un ciclista su strada francese che corre per la Decathlon AG2R La Mondiale Team; professionista dal 2019, nel medesimo anno vinse la classifica scalatori alla Vuelta a España e nel 2021 la classifica scalatori del Giro d'Italia.

## Palmarès

### Strada
- 2018 (dilettanti)

2ª tappa La SportBreizh (Plougastel-Daoulas > Mont Saint-Michel)
Entre Brenne et Montmorillonnais
Grand Prix de Cours-la-Ville
2ª tappa Tour Alsace (Vesoul > La Planche des Belles Filles)
Classifica generale Tour Alsace
Classifica generale Tour de Moselle
1ª tappa, 2ª semitappa Tour de Nouvelle-Calédonie (Jozip > Wé)
3ª tappa Tour de Nouvelle-Calédonie (Wé > Farino)
Classifica generale Tour de Nouvelle-Calédonie
- 2022 (AG2R Citroën Team, una vittoria)

1ª tappa Tour of the Alps (Cles > Primiero San Martino di Castrozza)

#### Altri successi
- 2018 (dilettanti)

2ª tappa Tour de Moselle (Fontoy, cronosquadre)
- 2019 (AG2R La Mondiale)

Classifica scalatori Vuelta a España
- 2021 (AG2R Citroën Team)

Classifica scalatori Giro d'Italia

## Piazzamenti

### Grandi Giri
- Giro d'Italia

2020: 55º
2021: 58º
2025: ritirato (1ª tappa)
- Tour de France

2022: non partito (8ª tappa)
- Vuelta a España

2019: 47º
2021: 14º
2023: non partito (17ª tappa)

### Classiche monumento
- Giro di Lombardia

2020: 72º
2021: 32º
2022: ritirato